# 캐드 (프로게이머)
캐드(본명: 조성용, 2002년 2월 20일 ~ )는 대한민국의 리그 오브 레전드 프로게이머로 포지션은 정글이다. 아이디는 CaD를 사용하고 있다.

## 선수 생활
2020년 5월, 한화생명 e스포츠의 1군팀으로 콜업되면서 프로 커리어를 시작했다. 서머 시즌 간간히 출전을 기록했다.
2021시즌을 앞두고 2군팀으로 샌드다운되었다. 2021시즌 종료 후 팀에서 퇴단했다.

## 소속팀
| # | 팀명             | 소속 기간             | 소속 리그 | 비고 |
| - | ---------------- | --------------------- | --------- | ---- |
| 1 | 한화생명 e스포츠 | 2020.05.27~2021.11.08 | LCK       |      |

## 수상 내역
- LCK 챌린저스 리그 스프링 2021 준우승